# Margaret Morton
Margaret Morton (ur. 29 stycznia 1968 w Ayrshire) – szkocka curlerka, zdobywczyni złotego medalu na Zimowych Igrzyskach Olimpijskich 2002 w Salt Lake City.
Morton zaczęła grać w curling w wieku 15 lat. Dorastała w mieście Mauchline, znanego z produkcji kamieni curlingowych. 
W 2002 roku miała występować jako vice-skip oraz trzecia w drużynie Rhony Martin, jednak tuż przed zawodami jej miejsce zajęła Debbie Knox. Ostatecznie drużyna zdobyła olimpijskie złoto, a Morton zagrała tylko w jednym meczu przeciwko USA.
Dwukrotnie reprezentowała też kraj na mistrzostwach świata i Europy.
Za osiągnięcia sportowe została w 2002 roku uhonorowana Orderem Imperium Brytyjskiego w stopniu kawalera.